# Protaetia niveoguttata
Protaetia niveoguttata är en skalbaggsart som beskrevs av Oliver Erichson Janson 1876. Protaetia niveoguttata ingår i släktet Protaetia och familjen Cetoniidae. Inga underarter finns listade i Catalogue of Life.